# 米拉韦切
米拉韦切，是西班牙卡斯蒂利亚-莱昂布尔戈斯省的一个市镇。总面积23平方公里，总人口108人（2001年），人口密度5人/平方公里。